# Oscaruddelingen 1983
Oscaruddelingen 1983 var den 55. oscaruddeling, hvor de bedste film fra 1982 blev hædret af Academy of Motion Picture Arts and Sciences. Uddelingen blev afholdt 11. april 1983 i Dorothy Chandler Pavilion i Los Angeles, Californien, USA. Værterne var Liza Minnelli, Dudley Moore, Richard Pryor, og Walter Matthau.

## Vindere og nominerede
Vindere står øverst, er skrevet i fed.
| Bedste film | Bedste instruktør |
| --- | --- |
| - Gandhi – Richard Attenborough, producer - E.T. – Steven Spielberg og Kathleen Kennedy, producere - Savnet – Edward Lewis og Mildred Lewis, producere - Tootsie – Sydney Pollack og Dick Richards, producere - Dommen – David Brown and Richard D. Zanuck, producers                                                                  | - Richard Attenborough – Gandhi - Wolfgang Petersen – Das Boot - Steven Spielberg – E.T. - Sydney Pollack – Tootsie - Sidney Lumet – Dommen |
| Bedste mandlige hovedrolle | Bedste kvindelige hovedrolle |
| - Ben Kingsley – Gandhi som Mahatma Gandhi - Dustin Hoffman – Tootsie som Michael Dorsey/Dorothy Michaels - Jack Lemmon – Savnet som Edmund Horman - Paul Newman – Dommen som Frank Galvin - Peter O'Toole – Det var tider som Alan Swann                                                                                              | - Meryl Streep – Sophies valg som Zofia "Sophie" Zawistowski - Julie Andrews – Victor/Victoria som Victoria Grant/Count Victor Grazinski - Jessica Lange – Frances som Frances Farmer - Sissy Spacek – Savnet som Beth Horman - Debra Winger – Officer og gentleman som Paula Pokrifki |
| Bedste mandlige birolle | Bedste kvindelige birolle |
| - Louis Gossett Jr. – Officer og gentleman som Emil Foley - Charles Durning – Byens bedste horehus som The Guvernøren - John Lithgow – Verden ifølge Garp som Roberta Muldoon - James Mason – Dommen som Ed Concannon - Robert Preston – Victor/Victoria som Carol "Toddy" Todd                                                        | - Jessica Lange – Tootsie som Julie Nichols - Glenn Close – Verden ifølge Garp som Jenny Fields - Teri Garr – Tootsie som Sandra "Sandy" Lester - Kim Stanley – Frances som Lillian Van Ornum Farmer - Lesley Ann Warren – Victor/Victoria som Norma Cassidy |
| Bedste originale manuskript | Bedste manuskript baseret på materiale fra et andet medie |
| - Gandhi – John Briley - Diner – Barry Levinson - E.T. – Melissa Mathison - Officer og gentleman – Douglas Day Stewart - Tootsie – Larry Gelbart, Murray Schisgal og Don McGuire | - Missing – Costa-Gavras og Donald E. Stewart baseret på bogen The Execution of Charles Horman: An American Sacrifice af Thomas Hauser - Das Boot – Wolfgang Petersen baseret på romanen af Lothar G. Buchheim - Sophies valg – Alan J. Pakula baseret på romanen af William Styron - Dommen – David Mamet baseret på romanen af Barry Reed - Victor/Victoria – Blake Edwards baseret på filmen Viktor og Viktoria af Reinhold Schünzel |
| Bedste fremmedsprogede film | Bedste dokumentar |
| - Volver a empezar (Spanien) - Alsino og kondoren (Nicaragua) - Rent bord (Frankrig) - Den umulige drøm (Sverige) - Chastnaya zhizn (USSR) | - Just Another Missing Kid – John Zaritsky - After the Axe – Sturla Gunnarsson og Steve Lucas - Ben's Mill – John Karol og Michel Chalufour - In Our Water – Meg Switzgable - A Portrait of Giselle – Joseph Wishy |
| Bedste korte dokumentar | Bedste kortfilm |
| - Hvis du elsker denne jord – Edward Le Lorrain og Terre Nash - Gods of Metal – Robert Richter - The Klan: A Legacy of Hate in America – Charles Guggenheim og Werner Schumann - To Live or Let Die – Freida Lee Mock - Traveling Hopefully – John G. Avildsen                                                                         | - A Shocking Accident – Christine Oestreicher - Ballet Robotique – Bob Rogers - The Silence – Michael Toshiyuki Uno og Joseph Benson - Split Cherry Tree – Jan Saunders - Sredni Vashtar – Andrew Birkin |
| Bedste korte animationsfilm | Bedste musik |
| - Tango – Zbigniew Rybczyński - The Great Cognito – Will Vinton - Snemanden – John Coates | - E.T. – John Williams - Gandhi – Ravi Shankar and George Fenton - Officer og gentleman – Jack Nitzsche - Poltergeist – Jerry Goldsmith - Sophies valg – Marvin Hamlisch |
| Bedste musik:Sangbaseret eller adapteret | Bedste sang |
| - Victor/Victoria – Henry Mancini og Leslie Bricusse - Annie – Adapteret af Ralph Burns - Elskede, jeg hader dig! – Sangpartiture af Tom Waits | - "Up Where We Belong" fra Officer og gentleman – Musik af Jack Nitzsche og Buffy Sainte-Marie; Tekst af Will Jennings - "Eye of the Tiger" from Rocky III – Musik og tekst af Jim Peterik og Frankie Sullivan - "How Do You Keep the Music Playing?" from Bedste venner – Musik af Michel Legrand; Tekst af Alan Bergman og Marilyn Bergman - "If We Were In Love" from Yes, Giorgio – Musik af John Williams; Tekst af Alan Bergman og Marilyn Bergman - "It Might Be You" fra Tootsie – Musik af Dave Grusin; Tekst af Alan Bergman og Marilyn Bergman |
| Bedste lydredigering | Bedste lyd |
| - E.T. – Charles L. Campbell og Ben Burtt - Das Boot – Mike Le Mare - Poltergeist – Stephen Hunter Flick og Richard L. Anderson | - E.T. – Robert Knudson, Robert Glass, Don Digirolamo og Gene Cantamessa - Das Boot – Milan Bor, Trevor Pyke and Mike Le Mare - Gandhi – Gerry Humphreys, Robin O'Donoghue, Jonathan Bates and Simon Kaye - Tootsie – Arthur Piantadosi, Les Fresholtz, Dick Alexander and Les Lazarowitz - Tron – Michael Minkler, Bob Minkler, Lee Minkler og James LaRue |
| Bedste makeup | Bedste kostumer |
| - Kampen om ilden – Sarah Monzani og Michèle Burke - Gandhi – Tom Smith | - Gandhi – John Mollo og Bhanu Athaiya - La Traviata – Piero Tosi - Sophies valg – Albert Wolsky - Tron – Elois Jenssen og Rosanna Norton - Victor/Victoria – Patricia Norris |
| Bedste scenografi | Bedste fotografering |
| - Gandhi – Stuart Craig, Robert W. Laing og Michael Seirton - Annie – Dale Hennesy (posthum nominering) og Marvin March - Blade Runner – Lawrence G. Paull, David Snyder og Linda DeScenna - La Traviata – Franco Zeffirelli og Gianni Quaranta - Victor/Victoria – Rodger Maus, Tim Hutchinson, William Craig Smith og Harry Cordwell | - Gandhi – Billy Williams og Ronnie Taylor - Das Boot – Jost Vacano - E.T. – Allen Daviau - Sophies valg – Néstor Almendros - Tootsie – Owen Roizman |
| Bedste klipning | Bedste visuelle effekter |
| - Gandhi – John Bloom - Das Boot – Hannes Nikel - E.T. – Carol Littleton - Officer og gentleman – Peter Zinner - Tootsie – Fredric Steinkamp og William Steinkamp | - E.T. – Carlo Rambaldi, Dennis Muren og Kenneth F. Smith - Blade Runner – Douglas Trumbull, Richard Yuricich and David Dryer - Poltergeist – Richard Edlund, Michael Wood og Bruce Nicholson |

### Honorary Academy Award
- Mickey Rooney

### Jean Hersholt Humanitarian Award
- Walter Mirisch